# Andre Cason
Andre Cason, född 20 januari 1969 i Virginia Beach i Virginia, är en amerikansk före detta friidrottare (sprinter).

## Karriär
Cason löpte startsträckan i det amerikanska stafettlaget i VM i Tokyo 1991 som vann guld före Frankrike och Storbritannien på världsrekordtiden 37,50 sekunder. Världsrekordet var ingen överraskning då övriga tre amerikaner alla slagit personliga rekord i den individuella finalen; Lewis hade noterat världsrekord med 9,86, Burrell hade underskridit det tidigare världsrekordet med 9,88 och Mitchell hade noterat 9,91.
År 1992 inleddes lysande av Cason då han noterade världsrekord på 60 meter inomhus med 6,41. Dessvärre skadade sig Cason sedan under de amerikanska OS-uttagningarna och missade därmed OS i Barcelona. Till säsongen 1993 var Cason dock tillbaka i gott slag, bättre än någonsin till och med. Cason vann de amerikanska VM-uttagningarna i Eugene och var därmed kvalificerad för VM i Stuttgart.
VM-finalen över 100 meter blev Casons främsta lopp i karriären. Åt engelske olympiamästaren Linford Christie (9,87) fanns inget att göra men Cason distanserade övriga löpare rejält med personbästanoteringen 9,92 (Dennis Mitchell vann bronset på 9,99 medan regerande mästaren Carl Lewis blev fyra).
Det amerikanska OS-laget 1992 hade, utan Casons medverkan, förbättrat rekordet på 4 x 100 meter till 37,40. Denna tid tangerade Cason tillsammans med Burrell, Mitchell och Lewis i semifinalen i Stuttgart. I finalen löpte samma lag i mål på 37,48 före Storbritannien och Kanada.
Världsrekordet på 60 meter förlorade Cason till Maurice Greene (som noterade 6,39) 3 februari 1998 men är alltjämt näst bäst genom tiderna på distansen. Kuriosa i sammanhanget är att både Cason och Greene noterade sina rekord i Madrid.

## Medaljer
Guld
- VM 1991 4 x 100 meter (Förenta staterna: Cason, Burrell, Mitchell och Lewis, 37,50 Världsrekord)
- VM 1993 4 x 100 meter (Förenta staterna: Cason, Burrell, Mitchell och Lewis, 37,48)

Silver
- VM 1993 100 meter (9,92)

## Rekord
- 60 meter: 6,41, Madrid, Spanien, 14 februari 1992
- 100 meter: 9,92, Stuttgart, Baden-Württemberg, 15 augusti 1993
- 4 x 100 meter, världsrekord: 37,40 (Förenta staterna: Cason, Burell, Mitchell och Lewis, 37,40 semifinal), Stuttgart, Baden-Württemberg 21 augusti 1993